# Cleistocactus grossei
Cleistocactus grossei ist eine Pflanzenart in der Gattung Cleistocactus aus der Familie der Kakteengewächse (Cactaceae). Das Artepitheton grossei ehrt Hermann Grosse, der die Art in Paraguay sammelte.

## Beschreibung
Cleistocactus grossei wächst strauchig mit schief aufstrebenden bis aufrechten, zylindrischen Trieben, die Durchmesser von 2,5 bis 3 Zentimetern aufweisen. Es sind bis zu 17 eingekerbte Rippen vorhanden. Die meist 4 nadeligen Mitteldornen sind bernsteinfarben bis hellgelb. Je einer von ihnen ist abwärts beziehungsweise aufwärts gerichtet. Die 16 bis 18 dünnen Randdornen sind weiß.
Die roten Blüten sind bis 5 Zentimeter lang und erreichen Durchmesser von bis zu 1,6 Zentimetern. Ihre Blütenröhre ist gerade, die Blütenhüllblätter sind etwas trichterförmig ausgebreitet.

## Verbreitung und Systematik
Cleistocactus grossei ist in Paraguay verbreitet.
Die Erstbeschreibung erfolgte 1957 durch Curt Backeberg. Nomenklatorische Synonyme sind Cereus grossei Weing. (1908, nom. inval.), Cleistocactus grossei (Weing.) Backeb. (1936, nom. inval.), Cleistocactus colubrinus var. grossei (Weing.) Borg (1937) und Cleistocactus baumannii var. grossei (Weing.) W.T.Marshall (1941).
Cleistocactus grossei ist möglicherweise ein Synonym von Cleistocactus baumannii subsp. santacruzensis.

## Nachweise